# Dudaryk (cor)
Corul masculin academic de stat din Lviv "Dudaryk" (Дударик) este un cor ucrainean fondat la 17 octombrie 1971 de către societatea ucraineană de muzică și cor. Corul este laureat al Premiului Național Șevcenko.

## Istorie
Fondatorul și dirijorul șef al corului a fost artistul onorat al Ucrainei - Mykola Katsal.  S-a născut pe 10 decembrie 1940 în Grechany , Podillia. Katsal a absolvit Lviv Polytechnic Institute (geodezie), Colegiul de Muzică și Conservatorul.
În 1977, la 6 ani de la înființare, Dudaryk era deja printre finaliști la festivalul grupurilor de artă din Uniunea Sovietică. Ca amator, grupul a existat până în 1989. Datorită eforturilor lui Mykola Katsal și a colegilor săi Lubov Katsal și Lesia Chaikivska, în 1989 a fost înființată prima școală de cor de băieți din Ucraina - „Dudaryk”.
În 2020, președintele Ucrainei Volodymyr Zelensky a acordat corului statutul național.
De la fondarea sa, Dudaryk a susținut peste 1500 de concerte în săli de concerte și biserici prestigioase din Ucraina și din întreaga lume, inclusiv Carnegie Hall - SUA, Duomo - Lituania, Notre Dame de Paris - Franța, Vancouver-Pacific International Festival Canada Place și multe altele.

## Premii
- Titlul onorific „Corul Poporului” (1977)
- Diploma Sovietului Suprem al Ucrainei (1987)
- Premiul Național Șevcenko, (1989) (singurul grup artistic de tineret din Ucraina)
- Titlu onorific „Corul de stat” (2000).
- Titlu onorific „Corul Academic de Stat” (2010).

## Festivaluri
- 1978, 1981, 1987, 1991 - membru al festivalurilor corale internaționale din Estonia și Letonia
- 1987, 1989 - membru al festivalurilor corale internaționale din Ungaria
- 1990 - 57 de concerte în SUA și Canada
- 1991 - 2003, participant la festivaluri internaționale din Polonia, Elveția, Franța și Belgia